# مالك أبو بكري
مالك أبو بكري (بالإنجليزية: Malik Abubakari)‏ هو لاعب كرة قدم غاني في مركز الهجوم، ولد في 10 مايو 2000 في أكرا في غانا. لعب مع نادي مالمو.

## وصلات خارجية
- مالك أبو بكري على موقع قاعدة بيانات كرة القدم.إي يو (الإنجليزية)
- مالك أبو بكري على موقع Soccerway.com (الإنجليزية)
- مالك أبو بكري على موقع عالم كرة القدم.نت (الإنجليزية)